# Eduard Bartelmus
Eduard Bartelmus (28. prosince 1805 Německý Brod – 12. června 1877 Plzeň) byl český chemik, podnikatel a vynálezce německé národnosti, zakladatel první továrny na smaltované nádobí. Byl členem početné podnikatelské rodiny Bartelmusů působících především v Brně a okolí.

## Život

### Mládí
Narodil se Johannu Traugottu Lastonu Bartelmusovi a jeho manželce Monice, rozené Weissové, v Německém Brodě. Luteránská rodina Bartelmusů měla švédské kořeny, její část se v 18. století přestěhovala do Slezska. Jeho otec pracoval v textilních továrnách, od roku 1807 také na vedoucích pozicích mušelínové továrny v Brně a textilky v Letovicích. Eduard vystudoval chemii a farmacii, dosáhl titulu magistra.

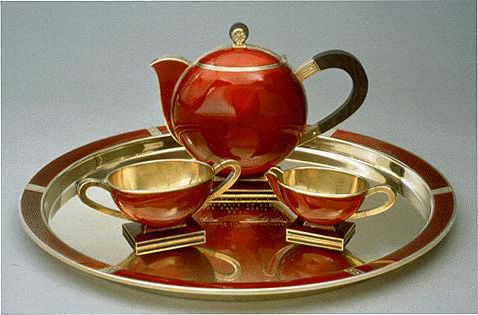
Smaltovaná čajová souprava

### Objev kuchyňského smaltu
Začal pracovat jako chemik v železárnách Huga Františka Salma v Blansku. Zde počátkem 30. let 19. století učinil objev zdravotně nezávadného smaltu, který neuvolňoval žádné jedovaté těžké kovy, ideálního materiálu pro výrobu odolného kovového nádobí. Roku 1832 opouští blanenskou slévárnu a roku 1833 zakládá se spoluúčastí svých bratrů Gottfrieda a Augusta první dílnu na smaltované nádobí v Brně, na pozdější Lidické ulici. Roku 1838 se Bartelmus rozhodl přenechat brněnskou dílnu bratrům a vybudovat další závod v Novém Jáchymově u Berouna na panství rodu Fürstenberků. Roku 1842 se v Brně oženil s Vilemínou Christovou.

### Plzeň
V Čechách se jeho podnikání nedařilo: vybudovaný uhelný důl v Rudě u Nového Strašecí nenarazil na těžitelnou sloj, Barthelmus provozoval také parní mlýn. V této době působil v rodině jako vychovatel zakladatel české vlastenecké tělovýchovné jednoty Sokol Miroslav Tyrš. Roku 1868 odprodal Bartelmus smaltovnu hraběti Fürstenberkovi a vybudoval nový závod v letech 1869-1871 v moderním velkém továrním provozu v Plzni nedaleko městského nádraží. Vedle smaltovny zde vznikla také slévárna, plzeňský závod měl daleko lepší přístup k výrobním surovinám.
Bartelmus se do Plzně i s rodinou přestěhoval do rodinné vily přilehlé k závodu a zastával zde pozici ředitele továrny až do konce života.

### Úmrtí
Eduard Bartelmus zemřel 12. června 1877 v Plzni v 71 letech a byl pochován na Mikulášském hřbitově.
Protože se po otcově smrti syn Robert chtěl věnovat elektrotechnickému průmyslu, převzal vedení závodu Eduardův synovec Mořic Bartelmus. Firma se jeho zásluhou dále rozvíjela. V roce 1896 měla kolem 500 zaměstnanců. Továrna fungovala až do převzetí moci ve státě komunistickou stranou v Československu v únoru 1948.

### Rodinný život
Eduard Bartelmus byl ženatý s Vilemínou, rozenou Christovou (1821–1892). Měli spolu dceru Vilemínu a syny Emila, Eduarda a Roberta (1845–1919), který se následně v Brně stal spolumajitelem elektrotechnického závodu „Bartelmus, Donát a spol.“